# Ramón Espinasa
Ramón Espinasa (Caracas, 6 de abril de 1952 - Washington D. C., 21 de marzo de 2019) fue un economista, catedrático universitario y estratega internacional venezolano.

## Biografía
En 1999 se radicó en Washington D. C. luego de trabajar durante 20 años en Petróleos de Venezuela SA, donde se desempeñó como Economista Jefe entre 1992 y 1999. Realizó estudios de pregrado en ingeniería industrial en la Universidad Católica Andrés Bello en Caracas y completó un doctorado en economía en la Universidad de Cambridge (Inglaterra) así como una maestría en desarrollo económico del Instituto de Estudios Sociales de La Haya.
Desde 1999 trabajó en el Banco Interamericano de Desarrollo en Washington D. C. como especialista líder en petróleo y gas y donde creó la Iniciativa para el Sector Extractivo de la institución. Además, fue profesor adjunto de la Universidad de Georgetown desde 2005 dictando seminarios de postgrado sobre seguridad energética en el mundo y en el hemisferio occidental.